# Crustulina hermonensis
Crustulina hermonensis är en spindelart som beskrevs av Levy och Amitai 1979. Crustulina hermonensis ingår i släktet Crustulina och familjen klotspindlar.
Artens utbredningsområde är Israel. Inga underarter finns listade i Catalogue of Life.